# Galerie (mine)
Pour les articles homonymes, voir Galerie.

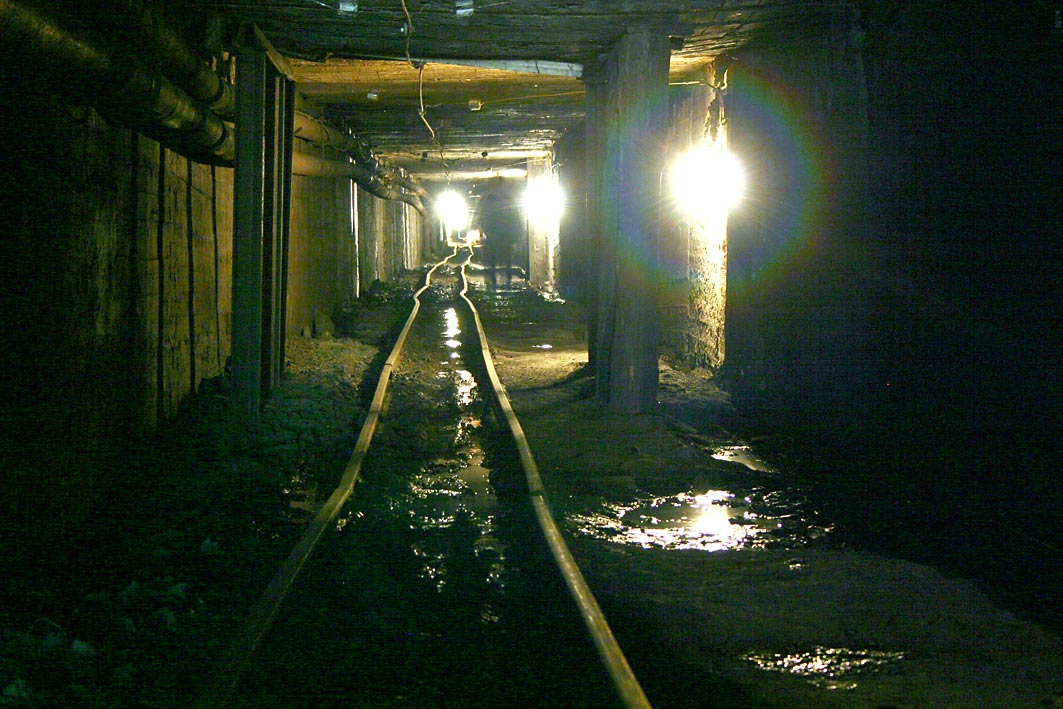
Une galerie de mine en Géorgie.

Une galerie de mine, dans le domaine minier, est un tunnel creusé pour exploiter les ressources minières du sous-sol.

## Devenir
La plupart des galeries étaient étayées avec du bois, souvent exposé au risque radon, et exposé au risque d'explosion du grisou dans le cas des mines de charbon. Après arrêt de l'exploitation de la mine et cessation des pompages miniers, les puits ont été simplement abandonné et/ou obturés ou comblés. Les galeries situées sous le niveau naturel de la nappe phréatique sont alors condamnées à être ennoyées, puis à s'effondrer (ce qui se traduit en surface par des affaissements miniers). L'exploitant peut accélérer et stabiliser les effondrement en les provoquant (foudroyage par explosifs).

## (Ré)utilisations
Localement le réseau d'anciennes galeries ou d'anciens puits permet de récupérer du grisou (90 % de méthane) en diminuant sa contribution à l'effet de serre et/ou être utilisées pour une géothermie à basse enthalpie. Très localement des cultures de champignons ou blanchiments d'endives peuvent être pratiqués (on préfère pour cela les carrières aux mines de charbon ou métaux sources de danger et de pollution)
De vastes réseaux de galeries abandonnées et réaménagés pourraient peut-être être utilisés comme bassin de station de transfert d'énergie par pompage (STEP non conventionnelle, capable de stocker puis libérer à la demande jusqu'à quelques centaines de MW, par pompage-turbinage et des réservoirs souterrains). Cette idée a été évoquée ou techniquement envisagée dans divers pays ; par exemple par Loriaux, en 1989, et plus récemment en Allemagne, par l'université de Duisburg et Essen [Vaille, 2010] ou par l'IWASA (Cf. séminaire ayant abordé le sujet à Aix-la-Chapelle [Pummer, 2013] ; ou encore en Belgique . Dans le bassin minier du Nord-Pas-de-Calais, parmi les puits les plus profonds, 11 dépassaient les 1000 m de profondeur.